# Сотир Атанасов
Сотир Атанасов Янакиев, наричан Кьосето, Вълко, Малкия Наполеон, е български офицер (полковник), революционер, войвода на Върховния македоно-одрински комитет.

## Биография
Атанасов е роден на 30 март 1876 година в Клисура, Горноджумайско, в Османската империя, днес в България. В 1899 година завършва с отличие Военното на Негово Княжеско Височество училище в София и е произведен в чин подпоручик от артилерията. Войвода е на чета на Върховния комитет в Кочанско, Кратовско и Щипско от 1902 до 1903 година. Връща се на служба в Шуменския гарнизон, но по препоръка на Борис Сарафов в 1904 година излиза в запас и заминава за Неврокопско, начело на чета от 10 души, но влиза в конфликт с вътрешните войводи Илия Кърчовалията и Яне Сандански и се връща в България. Според самият Сарафов Сотир Атанасов е изпратен през август в района по искане на Илия Кърчовалията, Георги Радев и Атанас Тешовалията.
По време на Балканската война е командир на 5 одринска дружина от Македоно-одринското опълчение, а през Първата световна война е дружинен командир в 11 македонска дивизия.
По време на военната си кариера служи в 27-и пехотен чепински полк, 1-ви планински артилерийски полк, Видински крепостен артилерийски полк, планинското артилерийски отделение на Моравската областна военна инспекция, 22-ри артилерийски полк и 12-и артилерийски полк. Уволнен е от служба през 1919 г.
Полковник Сотир Атанасов умира на 7 септември 1940 година в Дражинци, Белоградчишко.

## Военни звания
- Подпоручик (1899)
- Поручик (1903)
- Капитан (15 август 1907)
- Майор (14 юли 1913)
- Подполковник (16 март 1917)
- Полковник (5 юли 1920)

## Галерия
- Отрядът на Сотир Атанасов, включва и четите на Антон Шипков, Илия Карабиберов, Димитър Зографов и други, 1903 г. Източник: Държавна агенция „Архиви“
- Съвет на войводи – Михаил Ганчев, Сотир Атанасов, Боби Стойчев и отгоре Антон Шипков и Атанас Бабата. Източник: Държавна агенция „Архиви“
- Сборната чета на Сотир Атанасов, Илия Карабиберов, Антон Шипков и други
- Офицери от Македоно-одринското опълчение. Прави: Антон Бузуков, Георги Каназирски, Методи Бойчев; Седнали: Григор Христов, Антон Пчеларов и Сотир Атанасов
- Сотир Атанасов хвърля граната